# أوريجا فابر
أوريجا فابر (بالإنجليزية: Urijah Faber) من مواليد 14 مايو 1979 هو مقاتل فنون القتال المختلطة وممثل أمريكي يتنافس في بطولة القتال النهائي على وزن الديك وتنافس سابقًا في وزن الريشة. وهو أيضا مؤسس Team Alpha Male.

## البطولات والإنجازات

### الفنون القتالية المختلطة
- بطولة القتال النهائي
  - قتال الليل (مرة واحدة) ضد دومينيك كروز.[3]
  - أداء الليل (مرة واحدة) ضد ريكي سيمون.[4]

## سجل الفنون القتالية المختلطة
| السجل المهني |        |          |
| 46 نزال      | 35 فوز | 11 خسارة |
| ضربة قاضية   | 10     | 4        |
| إخضاع        | 17     | 0        |
| قرار القضاة  | 7      | 7        |
| غير معروف    | 1      | 0        |

المصدر:

## روابط خارجية
- أوريجا فابر على موقع يو إف سي (الإنجليزية)
- أوريجا فابر على موقع شيردوغ (الإنجليزية)
- أوريجا فابر على موقع Tapology.com (الإنجليزية)